# Polymère conducteur

La mélanine, un polymère conducteur

Les polymères conducteurs sont une catégorie de matériaux polymères ayant des propriétés de conduction d'un courant électrique. Le recouvrement des orbitales atomiques p le long d'une chaine polymère assurant la délocalisation des électrons formant les liaisons π le long du polymère.
L'instabilité de Peierls conduisant à la localisation des liaisons π, le polymère conducteur adopte une forme mésomère alternant liaison double et liaison simple ainsi qu'une structure de bande ou les états électroniques des orbitales moléculaires liante forme une une bande de valence et les orbitales moléculaire antiliante forme une bande de conduction.
Les polymères conducteurs gardent cependant des mobilités de charges inférieures au semi-conducteur inorganique. Si le développement des techniques de dopage ont permis d'atteindre des performances suffisantes pour la fabrication industrielle d'OLED, d'autres applications possibles comme le photovoltaïque organique, ou les transistors en films fins n'atteignent pas encore des performances suffisantes pour être exploitées. 

## Découverte
Le polypyrrole et la polyaniline ont été étudiés en France par Jozefowicz, Yu et Buvet dès 1965 et en Italie pour le polypyrrole par Dall'Olio et Bochi dès 1966.
Dans les années 1970, trois scientifiques américains ont démontré qu'en dopant un film de polyacétylène, (CH)x, (en l'occurrence, en l'oxydant avec de la vapeur d'iode), sa conductivité électrique augmente un milliard de fois, devenant alors comparable à celle des métaux comme le cuivre et l'argent. Les propriétés optiques du matériau sont aussi modifiées, puisque celui-ci émet de la lumière.
Le prix Nobel de chimie fut décerné en 2000 aux Américains Alan J. Heeger, Alan G. MacDiarmid et au Japonais Hideki Shirakawa pour leur découverte et leur étude des polymères conducteurs.

## Chimie
Le tableau suivant présente quelques exemples de polymères conducteurs organiques classés selon leur composition. Les principales classes sont présentées en gras et les moins étudiées sont en italique.
| La chaîne principale contient          | Pas d'hétéroatome                                         | NH ou NR | S |
| -------------------------------------- | --------------------------------------------------------- | --- | --- |
| Cycles aromatiques                     | Polyfluorènes, polypyrènes, polyazulènes, polynaphtalènes | Le N est dans le cycle aromatique : polypyrroles (PPY), polycarbazoles, polyindoles, polyazépines... Le N est à l'extérieur du cycle aromatique : polyanilines (PANI) | Le S est dans le cycle aromatique : polythiophènes (PT)... Le S est à l'extérieur du cycle aromatique : poly(p-phénylène sulfide) (PPS) |
| Double liaisons                        | Polyacétylènes (PAC)                                      | | |
| Cycles aromatiques et doubles liaisons | Poly(p-phénylène vinylène) (PPV)                          | | |

### Dopage
Dans les semiconducteurs à base de silicium, quelques atomes de silicium sont remplacés par des ions en excès (par exemple le phosphore) ou en défaut (par exemple le bore) d'électrons, ce qui leur procure le type N ou P. Cette technique est différente du dopage. Les polymères peuvent être dopés par l'ajout d'un réactif chimique qui oxyde (ou réduit) le système, ce qui fait transiter les électrons de la bande de valence à la bande de conduction, rendant le système plus conducteur.
Il existe deux principales méthodes de dopage des polymères conducteurs, toutes deux se basant sur une oxydo-réduction.

#### Dopage chimique
La première méthode, appelée dopage chimique, expose le polymère, par exemple une pellicule de mélanine, à un oxydant (de l'iode ou du brome) ou à un réducteur (plus rare, implique l'utilisation de métaux alcalins).
Le dopage chimique est basé sur l’apport des espèces donneuses (dopage n) ou accepteuses d’électrons (dopage p) dans la matrice polymère à l’exemple des vapeurs d’halogène ou le pentafluorure d’arsenic (AsF5). En effet, il s’agit d’une réaction d’oxydation ou réduction, selon la nature du dopant (oxydant ou réducteur) entre la chaîne de polymère et le dopant. De sa part, le dopant peut se comporter comme un contre ion pour assurer la neutralité des charges.

#### Dopage électrochimique
La seconde méthode, appelée dopage électrochimique, utilise une électrode recouverte d'un polymère et baignant dans une solution électrolytique dans laquelle le polymère est insoluble. On applique une tension entre les électrodes qui provoque un mouvement des ions de la solution et des électrons qui se fixent alors sur le polymère traité, ou s'en échappent. On obtient ainsi un excès (dopage N) ou un défaut (dopage P) d'électrons au niveau de la bande de conduction du polymère.
Cette méthode est une des plus efficaces, mais surtout celle qui bénéficie du plus de recherches : le dopage N, qui ne peut se produire en présence d'oxygène, est plus facile à effectuer : on peut faire le vide dans les récipients avec des moyens convenables.

#### Faiblesse du dopage N
Le dopage n qui consiste à obtenir un excès d'électrons est bien moins courant que le dopage p ; en effet, l'atmosphère terrestre est riche en oxygène et se présente comme un environnement oxydant. Un polymère dopé n réagit alors avec l'oxygène de l'air et perd les électrons en excès, redevenant neutre. Ainsi, le dopage n implique que le polymère soit maintenu dans un gaz inerte (le plus souvent l'argon).
C'est pourquoi les polymères conducteur de type n sont moins communs des homologues de type p.

### Conjugaison
La conjugaison dans un polymère conducteur favorise la formation des orbitales moléculaires délocalisées. L'écart en énergie entre l'orbitale occupée plus énergétique (haute occupée, HO) et la première orbitale vide (basse vacante, BV) détermine la bande interdite. L'excitation des électrons de la HO à la BV par absorption d'un photon (ayant énergie hν égale à la bande interdite Eg), ou la désexcitation de la BV vers la HO, accompagnée de l'émission d'un photon (aussi avec hν=Eg), a permis le développement de systèmes émetteurs de lumière (LED ou DEL, OLED) et des systèmes photovoltaïques organiques.
On a ainsi vu naître des écrans et des capteurs extrêmement fins (moins d'un centimètre) et très flexibles, dont le record de taille est détenu par la société Samsung avec une diagonale de 105 cm en mai 2005.

### Propriétés
Le principal avantage des polymères est leur facilité de production. Les polymères conducteurs sont de simples plastiques, et combinent donc la flexibilité, la résistance, l'élasticité des élastomères aux conductivités d'un métal ou d'un polymère hybride dopé.

## Physique
Cette augmentation de conductivité est caractéristique d'un système transistif et peut être simulée par un transistor à effet de champ (FET). Ces polymères sont donc des FET organiques ou OFET.

## Applications
Dans certains cas, on peut émettre de la lumière en appliquant une tension électrique à une fine couche d'un polymère conducteur. Cette découverte a permis la mise au point d'écrans ultra-plats, tels que les écrans utilisant des OLED, des panneaux solaires ou des amplificateurs optiques.
Étonnamment, on retrouve certains polymères conducteurs au sein même du corps de certains mammifères, où ils permettent la transduction de la lumière ou du son en signal électrique, par exemple dans la peau, les yeux, l'oreille ou le cerveau. Leur conductivité semble permettre l'absorption de la lumière par la peau. La mélanine, qui appartient aux polyacétylènes, possède de telles propriétés et reste actuellement l'une des molécules les plus prometteuses dans ce domaine.
La flexibilité, la résistance, l'élasticité et la facilité de production des polymères conducteurs en ont fait l'un des domaines de recherche privilégiés pour la nanotechnologie. À l'instar des processeurs actuels, on espère pouvoir utiliser ces polymères pour créer des circuits à l'échelle moléculaire.
Leur usage est également envisagé pour la génération d'électricité à partir de chaleur grâce à leurs propriétés thermoélectriques intéressantes.